# خواجه عبدالحمید
خواجه عبدالحمید (انگلیسی: Khwaja Abdul Hamied؛ ۱ ژانویه ۱۸۹۸ – ۱ ژانویه ۱۹۷۲) کارآفرین، بازرگان و مدیر ارشد اجرایی هندی بود، که در سال ۱۹۳۵ شرکت سیپلا را تأسیس نمود.